# Anna Holtblad
Anna Karin Holtblad, född 14 september 1960, är en svensk klädskapare. Hon är utbildad vid Beckmans designhögskola. Holtblad slog igenom i slutet av 1980-talet och gjorde sig först känd för sina stickade och handgjorda plagg som fortfarande är en viktig del av hennes kollektion. Företaget Anna Holtblad AB, som säljer kläder under varumärket Anna Holtblad, bildades 1987.
Hon har vunnit ett flertal utmärkelser: Guldknappen 1992, Nordiskt Designpris 1995, S:t Eriksmedaljen 2005 och Elles hederspris 2007. 
Anna Holtblad driver en egen butik på Odengatan 38, Vasastan i Stockholm. 